# Rui Gomes
Rui Gomes (Braga, Portugal, 4 de septiembre de 1997) es un futbolista portugués que juega de delantero en el Portimonense Sporting Clube de la Segunda División de Portugal.

## Carrera
Después de haber pasado por las categorías inferiores del Merelinense F. C., el S. C. Braga, el S. L. Benfica y el Vitória de Guimarães, Rui Gomes debutó por primera vez en la Segunda División de Portugal con el Vitória de Guimarães B el 10 de enero de 2016, en la derrota por 2-0 frente al C. D. Santa Clara. Finalizado su contrato de vinculación con el club, Gomes fichó por el Gil Vicente F. C., equipo recientemente descendido al Campeonato de Portugal por decisión administrativa. Un año más tarde abandona el Gil Vicente para firmar con el C. D. Mafra, ascendido la temporada anterior a la Segunda Liga. Gomes disputó ocho encuentros con el club de la Gran Lisboa, incluyendo la derrota a domicilio contra el F. C. Famalicão por 3-0 en la Copa de Portugal. En 2020 se traslada al União Leiria de tercera división, finalizando la temporada 2020/21 con 27 partidos jugados y siete goles anotados, además de contribuir notablemente al equipo en su avance de ronda en copa gracias a los goles marcados frente al Portimonense S. C. y el Sertanense F. C. El 25 de agosto de 2021 se oficializó su traspaso al Legia de Varsovia de la Ekstraklasa de Polonia, incorporándose a las reservas del club en la III Liga. Llegó a jugar un partido con el primer equipo antes de regresar en enero de 2022 al fútbol portugués de la mano del Sporting Covilhã.